# 1615 en philosophie
Chronologie de la philosophie
- 1611
- 1612
- 1613
- 1614
- 1615
- 1616
- 1617
- 1618
- 1619

L’année 1615 a été marquée, en philosophie, par les événements suivants :

## Décès
- 4 février à Naples : Giambattista della Porta[1](en français : Jean-Baptiste de Porta), né à Vico Equense vers 1535, est un écrivain italien, polymathe, fasciné par le merveilleux, le miraculeux et les mystères naturels, qui tenta sa vie entière de séparer la « magie divinatoire » de la « magie naturelle » et de faire de cette dernière une discipline savante, solidement soutenue par la littérature classique et l'observation.